# Venerdì 12
Venerdì 12 è una serie a fumetti creata da Leo Ortolani e comparsa per la prima volta nel 1996 sul mensile L'isola che non c'è. La storia parla di un uomo, Aldo, che dopo aver regalato un carillon stregato ad una donna che non lo amava, Bedelia, si trasforma in un mostro orripilante. Accompagnato dal suo servitore Giuda, egli cercherà di guarire dal sortilegio e tornare umano, cosa che può accadere solo versando il sangue di una giovane vergine o trovando una donna che lo ami davvero.
I capitoli vennero pubblicati su L'isola che non c'è fino a marzo 1997, quando la testata chiuse. La serie venne ristampata in seguito dalla Panini Comics su Rat-Man Collection a partire dal n. 5 di marzo 1998 e proseguita con storie inedite a partire dal n. 13 di luglio 1999. Nel gennaio 2004 il fumetto si concluse e ne venne curata una ristampa in 4 volumi: Venerdì 12 - Le origini, Venerdì 12 - La solitudine, Venerdì 12 - Il risveglio e Venerdì 12 - La conclusione!, pubblicate tra aprile 2001 e agosto 2005. A marzo 2008 venne pubblicata una ristampa in volume unico di tutte le storie della serie con il titolo di Venerdì 12 - Omnibus.
La serie ricevette un ottimo apprezzamento, tanto che — secondo critica e pubblico — costituisce l'opera migliore di Ortolani.

## Trama
Aldo, dopo aver regalato un carillon stregato a Bedelia, una donna che non lo amava, si trasforma in un mostro orripilante. Accompagnato dal suo fedele servitore Giuda, un personaggio irriverente quanto grottesco, forse non troppo fedele, cercherà di dimenticare l'amata Bedelia e di tornare umano, cosa che può accadere solo trovando una donna che lo ami davvero o versando il sangue di una vergine. Dopo varie peripezie, Aldo rinuncia a Bedelia, si innamora di Dulcistella e ritorna umano, mentre il diabolico carillon aspetta un'altra vittima.

## Personaggi
- Aldo, il protagonista, è l'uomo trasformato in mostro dal sortilegio amoroso. Il suo personaggio ha preso ispirazione, oltre che da Jason Voorhees di Venerdì 13[4], dal Dr. Anton Phibes, interpretato da Vincent Price in due film diretti da Robert Fuest: L'abominevole dr. Phibes (1971) e Frustrazione (1972)[5]. Egli è un organista il quale, subìto un incidente in cui il suo volto rimane sfigurato e la moglie uccisa, assassina i medici che giudica responsabili per la morte dell'amata (ecco perché nelle prime storie Aldo suona spesso l'organo ripensando a Bedelia). Phibes ha come assistente la fedele Vulnavia.
- Bedelia, donna dai facili costumi, fredda, bellissima, insensibile, è la causa della genesi di Aldo. Il suo nome ha preso spunto dal film Creepshow del 1982 diretto da George A. Romero, in cui compare il personaggio di zia Bedelia interpretata da Viveca Lindfors[5].
- Giuda, personaggio estremamente cinico e meschino, Segue Aldo sin dalla prima storia. Il suo caratteristico modo di parlare (con le "u" al posto delle "o" e altre vocali saltuariamente invertite) venne inventato dai fratelli Leo e Lorenzo Ortolani quando giocavano da piccoli con i pupazzetti[6] ed è condiviso da un altro personaggio ortolaniano, l'investigatore Merlo protagonista dello speciale La lunga notte dell'investigatore Merlo[7]. Il personaggio è ispirato a Igor di Frankenstein Junior[5] ed una sua prima versione è apparsa nella storia AIESEC Se lo conosci... nel 1993[8]. Il cognome della nonna di cui usa spesso gli incantesimi (vedi le storie La dimenticanza! o Mosche come noi!) è Von Cockfresk, come il personaggio di Elpidio Von Cockfresk dalla storia Il Signore delle Zucche (mai pubblicata) che per prima ha messo in evidenza elementi di Venerdì 12[9].
- Dulcistella, vicina di casa di Aldo, è l'unica ragazza che prova un poco di interesse nei confronti del protagonista. Alla fine riuscirà a spezzare il suo incantesimo e a farlo innamorare di lei.
- Ciurga, ragazza bassa, grassa e brutta, è la donna che viene presentata ad Aldo nel tentativo di fargli dimenticare Bedelia. Egli la rifiuta, salvo poi andare alla sua ricerca perché non vuole restare da solo. L'ultima volta che appare, viene portata via dagli spazzini che la scambiano per un mucchio di spazzatura.
- Isolda, una ragazza dalle dimensioni fisiche esagerate e dall'aspetto mascolino, compare durante la terapia di gruppo a cui Aldo si sottopone. La terapia ha il fine di fare in modo che persone sole riescano a trovare un lato positivo alla loro esistenza. Immediatamente Aldo si rende conto che lei è l'unica persona che lo può amare così com'è, quindi cerca di conquistarla. Dopo la terapia Aldo e Isolda si incontrano ancora e tra loro due nasce una relazione, finché Giuda con un incantesimo la trasforma in una donna magra e attraente; di conseguenza Isolda abbandona Aldo per trovarsi un uomo più bello.

## Storia editoriale

### Genesi dell'opera
La nascita dell'opera affonda le radici nella vita privata del suo autore. Nel 1985 Ortolani aveva realizzato la storia fantasy Il Signore delle Zucche con elementi poi ripresi in Venerdì 12:
(Leo Ortolani)
Durante un Capodanno trascorso in Francia raccontò la storia de Il Signore delle Zucche a una ragazza, la quale apprezzò molto; fattosi coraggio le dichiarò allora il suo amore, e dopo due giorni si fidanzarono. Il 20 marzo 1995 tuttavia la donna lo lasciò, e Ortolani passò dei mesi difficili nel tentativo iniziale di recuperarla e poi di dimenticarla, imparando senza successo a suonare la chitarra (come avverrà con Aldo e con l'organo nella serie a fumetti).
Al Lucca Comics di quell'anno Giacomo Michelon gli propose di scrivere una serie per L'Isola che non c'è, un nuovo mensile da edicola che avrebbe pubblicato fumetti di giovani autori italiani. Ortolani pensò subito a una parodia di film horror, e creò un personaggio simile a Jason Voorhees della saga cinematografica Venerdì 13, differenziando solamente la maschera a cui tolse tutti i fori a parte quelli per gli occhi. L'horror venne però mescolato ad un'amara storia d'amore, essendo ancora aperta la ferita per la fine della sua storia con quella ragazza. Non a caso il titolo Venerdì 12 (in riferimento sempre alla saga Venerdì 13) venne scelto per "l'incapacità di Aldo di essere un vero mostro".

### Pubblicazione
Ortolani presentò il primo numero di Venerdì 12, pubblicato su L'isola che non c'è n. 0 delle edizioni Comica, a una fiera del fumetto a Milano nel maggio 1996. Ironia della sorte, tornando da quella fiera venne lasciato da un'altra ragazza con il quale nel frattempo si era fidanzato. La serie continuò a essere pubblicata su L'isola che non c'è fino alla prima puntata della storia Doppia coppia, nel marzo 1997, quando la testata chiuse. La serie venne ristampata in seguito su Rat-Man Collection a partire dal n. 5 del marzo 1998 e proseguita con storie inedite a partire dal n. 13 di luglio 1999, con la seconda parte di Doppia coppia.
Secondo le intenzioni iniziali dell'autore, Aldo avrebbe dovuto ritrovare l'equilibrio dopo circa una ventina di episodi, per poi ritornare umano, mentre Giuda sarebbe diventato servitore di Bedelia, a sua volta diventata un mostro. In particolare nel primo ciclo di episodi, ristampati nel volume Venerdì 12 – Le origini, la reazione di Aldo sarebbe stata semplicemente lamentarsi della sua condizione fino ad essere abbandonato per sfinimento da Giuda, in maniera simile a quanto era successo ad Ortolani con i suoi amici. Nel secondo ciclo, ristampato nel volume Venerdì 12 – La solitudine, Aldo avrebbe cercato qualcosa per combattere la sua condizione di solitudine.
La realizzazione delle storie fu facile e leggera per Ortolani, tanto che riusciva a disegnare un'intera storia in una sola giornata, anche senza bozzetti, e una volta aveva disegnato alcune tavole a matita in un ostello prima di andare al Lucca Comics. Quando si trattò di scrivere gli episodi finali dopo i primi due cicli, però, si sentì venire un blocco. Sentì infatti che i personaggi avevano ancora qualcosa da raccontare (confessò di sentirsi "prigioniero dei suoi personaggi"), e proseguì con un altro ciclo, ristampato poi nel volume Venerdì 12 – Il risveglio, in cui Aldo cerca un'altra anima gemella per redimersi là dove prima aveva fallito. Il terzo ciclo si concluse con il capitolo dal titolo Episodio finale!, pubblicato su Rat-Man Collection n. 37 a luglio 2003.

### Conclusione e ristampe
Nei numeri 38, 39 e 40 (usciti tra settembre 2003 e gennaio 2004) vennero pubblicate le tre storie conclusive dell'opera, ristampate poi nel volume Venerdì 12 – La conclusione!. Eccezionalmente furono capitoli lunghi (dalle 28 alle 40 pagine contro le 6-10 degli episodi precedenti) e occuparono il ruolo di storia principale della testata al posto delle abituali strisce di Rat-Man.
Come già accennato, tra aprile 2001 e agosto 2005 la Panini Comics ristampò l'intero ciclo di storie in 4 volumi speciali, e nel febbraio 2008 pubblicò la raccolta di tutti gli episodi in un albo unico dal titolo Venerdì 12 Omnibus.

### Idee non utilizzate
Oltre al primo finale citato precedentemente, un'altra conclusione pensata da Ortolani consisteva nel far sposare Bedelia ad uno spaccone che la trattava malissimo; al loro matrimonio Aldo, invitato come tutti gli altri ex, sarebbe stato poi estratto a sorte come testimone di nozze. Tra le altre idee non utilizzate figurano Aldo e Giuda come parodie di personaggi o persone famose (Fantasma dell'Opera, Humphrey Bogart in Casablanca, Luciano Pavarotti, Stanlio e Ollio) e nuovi personaggi mai introdotti (Belu, cugino di Giuda ispirato a Bela Lugosi, oppure una donna pelosissima di nome Yeta).
La storia Il quadro era stata originariamente pensata in modo differente, come un sogno di Giuda, ma venne cambiata da Ortolani con la versione definitiva quando la stava già inchiostrando; durante il trasloco del suo studio nel 2015, Ortolani ritrovò le pagine della storia incompleta e decise di terminarla e pubblicarla su Rat-Man Collection n. 110 (settembre 2015).

## Capitoli
| Vol.                                     | Titolo                           | Pagg. | Edizioni |
| ---------------------------------------- | -------------------------------- | ----- | --- |
| Venerdì 12 – Le origini aprile 2001      | L'orrenda genesi!                | 10    | - L'isola che non c'è n. 0, Edizioni Comica - L'isola che non c'è n. 1, Edizioni Comica, maggio 1996 - Rat-Man Collection n. 5, ed. Panini Comics, marzo 1998 - Tutto Rat-Man n. 4, ed. Panini Comics, agosto 2002 - Rat-Man n. 2, ed. Fibra, agosto 2011 |
| Venerdì 12 – Le origini aprile 2001      | La dimenticanza!                 | 6     | - L'isola che non c'è n. 2, Edizioni Comica, giugno 1996 - Rat-Man Collection n. 6, ed. Panini Comics, maggio 1998 - Tutto Rat-Man n. 4, ed. Panini Comics, agosto 2002 - Rat-Man n. 3, ed. Fibra, ottobre 2011                                           |
| Venerdì 12 – Le origini aprile 2001      | La telefonata                    | 6     | - L'isola che non c'è n. 3, Edizioni Comica, luglio 1996 - Rat-Man Collection n. 7, ed. Panini Comics, luglio 1998 - Tutto Rat-Man n. 5, ed. Panini Comics, ottobre 2002 - Rat-Man n. 4, ed. Fibra, dicembre 2011                                         |
| Venerdì 12 – Le origini aprile 2001      | La vittima designata!            | 6     | - L'isola che non c'è n. 4, Edizioni Comica, agosto 1996 - Rat-Man Collection n. 10, ed. Panini Comics, gennaio 1999 - Tutto Rat-Man n. 6, ed. Panini Comics, dicembre 2002 - Rat-Man n. 4, ed. Fibra, dicembre 2011                                      |
| Venerdì 12 – Le origini aprile 2001      | La festa                         | 6     | - L'isola che non c'è n. 5, Edizioni Comica, settembre 1996 - Rat-Man Collection n. 8, ed. Panini Comics, settembre 1998 - Tutto Rat-Man n. 5, ed. Panini Comics, ottobre 2002 - Rat-Man n. 4, ed. Fibra, dicembre 2011                                   |
| Venerdì 12 – Le origini aprile 2001      | La resa!                         | 6     | - L'isola che non c'è n. 6, Edizioni Comica, ottobre/novembre 1996 - Rat-Man Collection n. 9, ed. Panini Comics, novembre 1998 - Tutto Rat-Man n. 6, ed. Panini Comics, dicembre 2002 - Rat-Man n. 6, ed. Fibra, luglio 2012                              |
| Venerdì 12 – Le origini aprile 2001      | L'annuncio                       | 6     | - L'isola che non c'è n. 7, Edizioni Comica, dicembre 1996 - Rat-Man Collection n. 11, ed. Panini Comics, marzo 1999 - Tutto Rat-Man n. 7, ed. Panini Comics, febbraio 2003 - Rat-Man n. 7, ed. Fibra, gennaio 2013                                       |
| Venerdì 12 – Le origini aprile 2001      | Il giorno di San Valentino       | 6     | - L'isola che non c'è n. 9, Edizioni Comica, febbraio 1997 - Rat-Man Collection n. 12, ed. Panini Comics, maggio 1999 - Tutto Rat-Man n. 7, ed. Panini Comics, febbraio 2003 - Rat-Man n. 7, ed. Fibra, gennaio 2013                                      |
| Venerdì 12 – Le origini aprile 2001      | Doppia coppia – 1ª puntata       | 6     | - L'isola che non c'è n. 10, Edizioni Comica, marzo 1997 - Rat-Man Collection n. 13, ed. Panini Comics, luglio 1999 - Tutto Rat-Man n. 8, ed. Panini Comics, aprile 2003 - Rat-Man n. 8, ed. Fibra, maggio 2013                                           |
| Venerdì 12 – Le origini aprile 2001      | Doppia coppia – 2ª puntata       | 6     | - Rat-Man Collection n. 13, ed. Panini Comics, luglio 1999 - Tutto Rat-Man n. 8, ed. Panini Comics, aprile 2003 - Rat-Man n. 8, ed. Fibra, maggio 2013 |
| Venerdì 12 – La solitudine luglio 2003   | Ninna nanna                      | 6     | - Rat-Man Collection n. 15, ed. Panini Comics, novembre 1999 - Tutto Rat-Man n. 9, ed. Panini Comics, giugno 2003 - Rat-Man n. 8, ed. Fibra, maggio 2013                                                                                                  |
| Venerdì 12 – La solitudine luglio 2003   | La coraggiosa decisione          | 6     | - Rat-Man Collection n. 16, ed. Panini Comics, gennaio 2000 - Tutto Rat-Man n. 9, ed. Panini Comics, giugno 2003 - Rat-Man n. 8, ed. Fibra, maggio 2013                                                                                                   |
| Venerdì 12 – La solitudine luglio 2003   | La fatina della primavera        | 6     | - Rat-Man Collection n. 17, ed. Panini Comics, marzo 2000 - Tutto Rat-Man n. 10, ed. Panini Comics, agosto 2003 |
| Venerdì 12 – La solitudine luglio 2003   | Il pensiero positivo             | 6     | - Rat-Man Collection n. 18, ed. Panini Comics, maggio 2000 - Tutto Rat-Man n. 10, ed. Panini Comics, agosto 2003 |
| Venerdì 12 – La solitudine luglio 2003   | L'ultima carta                   | 6     | - Rat-Man Collection n. 19, ed. Panini Comics, luglio 2000 - Tutto Rat-Man n. 11, ed. Panini Comics, ottobre 2003 |
| Venerdì 12 – La solitudine luglio 2003   | Singolandia!                     | 6     | - Rat-Man Collection n. 20, ed. Panini Comics, settembre 2000 - Tutto Rat-Man n. 11, ed. Panini Comics, ottobre 2003 |
| Venerdì 12 – La solitudine luglio 2003   | Mosche come noi!                 | 6     | - Rat-Man Collection n. 21, ed. Panini Comics, novembre 2000 - Tutto Rat-Man n. 12, ed. Panini Comics, dicembre 2003 |
| Venerdì 12 – La solitudine luglio 2003   | Terapia di gruppo – 1ª puntata   | 6     | - Rat-Man Collection n. 22, ed. Panini Comics, gennaio 2001 - Tutto Rat-Man n. 12, ed. Panini Comics, dicembre 2003 |
| Venerdì 12 – La solitudine luglio 2003   | Terapia di gruppo – 2ª puntata   | 6     | - Rat-Man Collection n. 23, ed. Panini Comics, marzo 2001 - Tutto Rat-Man n. 13, ed. Panini Comics, febbraio 2004 |
| Venerdì 12 – La solitudine luglio 2003   | La grande Isolda – 1ª puntata    | 7     | - Rat-Man Collection n. 24, ed. Panini Comics, maggio 2001 - Tutto Rat-Man n. 13, ed. Panini Comics, febbraio 2004 |
| Venerdì 12 – La solitudine luglio 2003   | La grande Isolda – 2ª puntata    | 7     | - Rat-Man Collection n. 25, ed. Panini Comics, luglio 2001 - Tutto Rat-Man n. 14, ed. Panini Comics, aprile 2004 |
| Venerdì 12 – Il risveglio luglio 2004    | Il quadro!                       | 6     | - Rat-Man Collection n. 27, ed. Panini Comics, novembre 2001 - Tutto Rat-Man n. 15, ed. Panini Comics, giugno 2004 - Rat-Man Collection n. 110, ed. Panini Comics, settembre 2015                                                                         |
| Venerdì 12 – Il risveglio luglio 2004    | Torna a casa, Aldo! – 1ª puntata | 6     | - Rat-Man Collection n. 29, ed. Panini Comics, marzo 2002 - Tutto Rat-Man n. 16, ed. Panini Comics, agosto 2004 |
| Venerdì 12 – Il risveglio luglio 2004    | Torna a casa, Aldo! - 2ª puntata | 8     | - Rat-Man Collection n. 30, ed. Panini Comics, maggio 2002 - Tutto Rat-Man n. 16, ed. Panini Comics, agosto 2004 |
| Venerdì 12 – Il risveglio luglio 2004    | A-mare!                          | 6     | - Rat-Man Collection n. 31, ed. Panini Comics, luglio 2002 - Tutto Rat-Man n. 17, ed. Panini Comics, ottobre 2004 |
| Venerdì 12 – Il risveglio luglio 2004    | Salsa di cuori – 1ª puntata      | 6     | - Rat-Man Collection n. 32, ed. Panini Comics, settembre 2002 - Tutto Rat-Man n. 17, ed. Panini Comics, ottobre 2004 |
| Venerdì 12 – Il risveglio luglio 2004    | Salsa di cuori – 2ª puntata      | 8     | - Rat-Man Collection n. 33, ed. Panini Comics, novembre 2002 - Tutto Rat-Man n. 18, ed. Panini Comics, dicembre 2004 |
| Venerdì 12 – Il risveglio luglio 2004    | Un sacco d'amore!                | 6     | - Rat-Man Collection n. 34, ed. Panini Comics, gennaio 2003 - Tutto Rat-Man n. 18, ed. Panini Comics, dicembre 2004 |
| Venerdì 12 – Il risveglio luglio 2004    | Chi Ciurga, trova!               | 6     | - Rat-Man Collection n. 35, ed. Panini Comics, marzo 2003 - Tutto Rat-Man n. 19, ed. Panini Comics, aprile 2005 |
| Venerdì 12 – Il risveglio luglio 2004    | Un vero amico!                   | 6     | - Rat-Man Collection n. 36, ed. Panini Comics, maggio 2003 - Tutto Rat-Man n. 19, ed. Panini Comics, aprile 2005 |
| Venerdì 12 – Il risveglio luglio 2004    | Episodio finale!                 | 6     | - Rat-Man Collection n. 37, ed. Panini Comics, luglio 2003 - Tutto Rat-Man n. 20, ed. Panini Comics, agosto 2005 |
| Venerdì 12 – La conclusione! agosto 2005 | Il varco!                        | 28    | - Rat-Man Collection n. 38, ed. Panini Comics, settembre 2003 - Tutto Rat-Man n. 20, ed. Panini Comics, agosto 2005 |
| Venerdì 12 – La conclusione! agosto 2005 | Il ritorno di Bedelia!           | 28    | - Rat-Man Collection n. 39, ed. Panini Comics, novembre 2003 - Tutto Rat-Man n. 21, ed. Panini Comics, dicembre 2005 |
| Venerdì 12 – La conclusione! agosto 2005 | Venerdì 12                       | 40    | - Rat-Man Collection n. 40, ed. Panini Comics, gennaio 2004 - Tutto Rat-Man n. 21, ed. Panini Comics, dicembre 2005 |

### Altre apparizioni
| Titolo                                       | Pagg. | Edizioni | Caratteristiche |
| -------------------------------------------- | ----- | --- | --- |
| AIESEC Se lo conosci...                      | 12    | - 1993 - Rat-Man Collection n. 26, ed. Panini Comics, settembre 2001 - Tutto Rat-Man n. 14, ed. Panini Comics, aprile 2004 | - Appare per la prima volta il personaggio dell'amico fedele ma traditore di nome Giuda, che poi sarà di ispirazione per l'omonimo personaggio di Venerdì 12                                                         |
| The King                                     | 10    | - Rat-Man Collection n. 15, ed. Panini Comics, novembre 1999 - Tutto Rat-Man n. 9, ed. Panini Comics, giugno 2003 | - Ortolani immagina di intervistare Jack Kirby nell'aldilà, e nel voler mostrare il vero volto del Dottor Destino, sotto l'armatura metallica si scopre il volto deformato di Aldo, con Giuda a lato della vignetta. |
| La mummia                                    | 18    | - Rat-Man Collection n. 28, ed. Panini Comics, gennaio 2002 - Tutto Rat-Man n. 15, ed. Panini Comics, giugno 2004 - Rat-Man Color Special n. 17, ed. Panini Comics, giugno 2010 | - Nella storia compaiono versioni alternative dei personaggi di Rat-Man e di Venerdì 12 |
| La mummia: Il ritorno!                       | 24    | - Rat-Man Collection n. 28, ed. Panini Comics, gennaio 2002 - Tutto Rat-Man n. 15, ed. Panini Comics, giugno 2004 - Rat-Man Color Special n. 17, ed. Panini Comics, giugno 2010 | - Nella storia compaiono versioni alternative dei personaggi di Rat-Man e di Venerdì 12 |
| Il Signore dei Ratti                         | 64    | - Il Signore dei Ratti, su Special Events n. 45, ed. Panini Comics, ottobre 2004 - Il Signore dei Ratti nuova edizione, su Special Events n. 56, ed. Panini Comics, marzo 2007 - Il Signore dei Ratti - Nuova ristampa, su Special Events n. 71, ed. Panini Comics, ottobre 2010 - Il Signore dei Ratti - Diamond Edition, su Cult Comics Initiative, ed. Panini Comics, agosto 2013 | - Compaiono Aldo e Giuda nei panni di Bulbo e Sofferenzo, parodie rispettivamente di Sauron e di Vermilinguo/Gollum, personaggi de Il Signore degli Anelli                                                           |
| Il grande Magazzi e il Principe Mezzo Rospo  | 40    | - Rat-Man Collection n. 88, ed. Panini Comics, gennaio 2012 - Tutto Rat-Man n. 45, ed. Panini Comics, dicembre 2013 - Il grande Magazzi, su Special Events n. 88, ed. Panini Comics, maggio 2015 | - Compaiono Aldo e Giuda nei panni di Valdifass e Dolores, il primo parodia di Voldemort, personaggio della saga di Harry Potter                                                                                     |
| Il grande Magazzi e la donna filosofale      | 44    | - Rat-Man Collection n. 89, ed. Panini Comics, marzo 2012 - Tutto Rat-Man n. 46, ed. Panini Comics, aprile 2014 - Il grande Magazzi, su Special Events n. 88, ed. Panini Comics, maggio 2015 | - Compaiono Aldo e Giuda nei panni di Valdifass e Dolores, il primo parodia di Voldemort, personaggio della saga di Harry Potter                                                                                     |
| Il grande Magazzi e la Camera delle Sorprese | 46    | - Rat-Man Collection n. 90, ed. Panini Comics, maggio 2012 - Tutto Rat-Man n. 46, ed. Panini Comics, aprile 2014 - Il grande Magazzi, su Special Events n. 88, ed. Panini Comics, maggio 2015 | - Compaiono Aldo e Giuda nei panni di Valdifass e Dolores, il primo parodia di Voldemort, personaggio della saga di Harry Potter                                                                                     |
| Il cercatore                                 | 128   | - Rat-Man Gigante n. 61, ed. Panini Comics, marzo 2019 (I parte) - Rat-Man Gigante n. 62, ed. Panini Comics, aprile 2019 (II parte) - Rat-Man Gigante n. 63, ed. Panini Comics, maggio 2019 (III parte) - Rat-Man Gigante n. 64, ed. Panini Comics, giugno 2019 (IV parte) - Rat-Man Gigante n. 67, ed. Panini Comics, settembre 2019 (V parte) - Rat-Man Gigante n. 68, ed. Panini Comics, ottobre 2019 (VI parte) - Il Cercatore, ed. Panini Comics, ottobre 2020 (ristampa completa)                                                                               | - Compaiono Aldo e Giuda nei panni di Ser Fruttini ed Evario |
| Bedelia                                      | 180   | Bedelia, ed. Bao Publishing, ottobre 2020 | Graphic novel dedicata a Bedelia |
| Night-Man                                    | 216   | - Night-Man n. 1, in Il mondo di Rat-Man n. 13, ed. Panini Comics, settembre 2022 - Night-Man n. 2, in Il mondo di Rat-Man n. 14, ed. Panini Comics, ottobre 2022 - Night-Man n. 3, in Il mondo di Rat-Man n. 15, ed. Panini Comics, novembre 2022 - Night-Man n. 4, in Il mondo di Rat-Man n. 16, ed. Panini Comics, dicembre 2022 - Night-Man n. 5, in Il mondo di Rat-Man n. 17, ed. Panini Comics, gennaio 2023 - Night-Man n. 6, in Il mondo di Rat-Man n. 18, ed. Panini Comics, febbraio 2023 - Night-Man, ed. Panini Comics, ottobre 2024 (ristampa completa) | Compaiono Aldo e Giuda nei panni dell'Uomo Nero e di Stipsy |

Inoltre i personaggi principali di Venerdì 12 apparvero sulla copertina de L'isola che non c'è n. 9 (febbraio 1997) e in un'illustrazione pubblicata su L'isola che non c'è n. 1 (maggio 1996).
Nel 2020 Ortolani ha inserito i personaggi principali della serie (Aldo, Giuda e Bedelia) nella copertina che ha realizzato per il singolo Problemi con tutti (Giuda) di Fedez.

## Altri media

Ciurga nella serie animata Rat-Man.

Nel 2001 fu realizzato un corto animato di 3 minuti in Flash. Lo studio di animazione Stranemani, artefice dell'opera, aveva appena comprato il software Flash e voleva realizzare un corto di prova, una storia "comica e scoppiettante"; la scelta ricadde sulla storia L'ultima carta, in quanto poteva essere comprensibile anche per chi non conosceva la serie. Durante la realizzazione Ortolani fu contattato solamente per avere alcuni pareri su come realizzare i personaggi, e alla fine si dichiarò soddisfatto del risultato. Il corto vinse poi quell'anno la prima edizione del "Pulcinella Net Award" organizzato dalla RAI.
Nella serie televisiva di animazione Rat-Man, invece, appare Ciurga nell'episodio L'abominevole pupazzo delle nevi, come cugina di Jordan, e, solo come cameo, nell'episodio Il Camaleonte. Nell'episodio L'abominevole pupazzo delle nevi Ciurga viene sacrificata da Rat-Man e trasformata in un blocco di neve dal pupazzo; successivamente, mentre i personaggi stanno tornando a casa alla fine dell'episodio, Rat-Man scambia Ciurga con un sacco di zucchero e la lascia là.

## Accoglienza
Da quando la casa editrice Panini Comics pubblica su internet le classifiche di vendita dei suoi albi, gli albi di ristampa di Venerdì 12 sono sempre stati nella top ten mensile degli albi Panini: Venerdì 12 – Il risveglio alla posizione n. 9 della classifica, Venerdì 12 – La conclusione! al n. 6, Venerdì 12 Omnibus al n. 4.
Secondo critica e pubblico, tra le opere di Leo Ortolani Venerdì 12 spicca come il suo lavoro migliore. Tra i fan di Ortolani la serie fu talmente apprezzata che a volte succedeva che si sbagliassero chiamando la serie a fumetti Venerdì 13, mentre lui si sbagliasse chiamando la saga cinematografica Venerdì 12. La conclusione dell'opera sollevò molte proteste da parte dei lettori che vi si erano molto affezionati. Sabrina Mancosu di uBC Fumetti si dichiarò entusiasta della serie, paragonandola per stile di scrittura, ironia ed imprevedibilità all'altro popolare fumetto di Ortolani Rat-Man. Anzi, a suo parere Venerdì 12 è più immediato da capire e coinvolgente, per il fatto di basarsi sulla vita, "con il suo bagaglio di gioie e dolori", e per affrontare situazioni (come quella amorosa) che fanno "parte del bagaglio [...] di ogni persona". Una lode a parte meritano — secondo la critica — i protagonisti maschili dell'opera: Aldo e Giuda, che pur trattandosi di maschere, riescono ad essere sempre vicini ai lettori e costituiscono dei personaggi in cui molti possono rispecchiarsi. Angela Pansini del sito Temperamente.it ritenne che si tratti di un'opera eccellente, piena di "gag scatologiche, humor nero, comicità esilarante", che rendono la lettura piacevole e sorprendentemente fluida.
Nel 2008 fu realizzata una maglietta ufficiale della serie. Venerdì 12 viene inoltre citato nel Dizionario del cinema horror americano 1980-2000.

## Premi e riconoscimenti
Oltre al già citato premio ottenuto dal corto realizzato da Stranemani, all'inizio del 2002 Giuda vinse la decima edizione del "Premio Fumo di China" come "miglior personaggio umoristico".